# Отто Грос
Отто Йозеф Крістіан Губерт Грос (нім. Otto Joseph Christian Hubert Groos; 17 липня 1882, Юліх — 29 травня 1970, Бремен) — німецький військово-морський діяч, адмірал крігсмаріне. Кавалер Німецького хреста в сріблі.

## Біографія
7 квітня 1900 року поступив на флот. Пройшов підготовку на навчальних кораблях «Гнайзенау» і «Штайн», а також у військово-морському училищі. З 8 жовтня 1902 року служив на лінійному кораблі «Імператор Карл Великий», з 1 жовтня 1903 року — на міноносцях. У 1906-08 роках перебував на Далекому Сході. З 1 жовтня 1908 року — вахтовий офіцер на лінійному кораблі «Церінген». 21 вересня 1910 року переведений в Морський відділ Імперського морського управління, а 1 квітня 1911 року призначений 1-м офіцером гідрографічного корабля «Гієна», з 23 серпня 1911 року — його командир. Закінчив Військово-морську академію (1914). Учасник Першої світової війни, навігаційний офіцер на важких крейсерах «Ганза», «Принц Генріх» і «Фон дер Танн». З 23 червня 1917 року — офіцер Адмірал-штабу в штабі 4-ї розвідувальної групи. Після закінчення війни залишився на флоті, з грудня 1918 року — співробітник військово-морського архіву. З 10 січня 1926 по 30 червня 1927 року —  командир крейсера «Гамбург». З 9 квітня 1931 року виконував обов'язки начальника штабу військово-морської станції «Остзе». 28 вересня 1931 року призначений начальником Командного управління Морського керівництва. Залишаючись переконаним монархістом, Грос не зміг спрацюватися з нацистами, тому 29 вересня 1934 року був замінений адміралом Гюнтером Гузе і звільнений у відставку. 22 вересня 1939 року знову прийнятий на службу. 6 жовтня 1944 року призначений начальником штабу з питань торгової і економічної війни при Верховному командуванні вермахту (змінив на цій посаді адмірала Вільгельма Канаріса). Багато в чому цей пост був почесним, оскільки особливих обов'язків і прав у цього штабу не було. 3 травня 1945 року взятий в полон союзниками. 27 квітня 1946 року звільнений.

## Звання
- Морський кадет (7 квітня 1900)
- Фенріх-цур-зее (19 квітня 1901)
- Лейтенант-цур-зее (27 вересня 1905)
- Обер-лейтенант-цур-зее (21 березня 1905)
- Капітан-лейтенант (22 березня 1910)
- Корветтен-капітан (28 квітня 1918)
- Фрегаттен-капітан (1 серпня 1924)
- Капітан-цур-зее (1 грудня 1926)
- Віце-адмірал (1 квітня 1934)
- Адмірал до розпорядження (1 вересня 1941)

## Нагороди
- Залізний хрест
  - 2-го класу (5 січня 1915)
  - 1-го класу (29 червня 1916)
- Військова медаль (Османська імперія) (25 вересня 1917)
- Королівський орден дому Гогенцоллернів, лицарський хрест з мечами (9 жовтня 1918)
- Хрест «За вислугу років» (Пруссія) (1925)
- Почесний доктор філософії Боннського університету (20 червня 1925)
- Орден Фенікса (Греція), великий командорський хрест (лютий 1927)
- Почесний хрест ветерана війни з мечами (24 вересня 1934)
- Хрест Воєнних заслуг 2-го і 1-го класу з мечами
- Німецький хрест в сріблі (30 червня 1944)
- Почесний член Товариства Клаузевіца (1967)